# Mållinjeteknologi
Mållinjeteknologi er en teknologi indenfor fodbold, der bruges til at afgøre, om bolden har passeret mållinjen og dermed hjælpe dommeren med at bestemme, om der er mål eller ej. Teknologien blev efterlyst efter en række kontroversielle situationer i Premier League, VM i fodbold 2010 og EM i fodbold 2012, hvor dommeren ikke dømte mål til trods for, at man på tv kunne se, at bolden havde passeret mållinjen. Det internationale fodboldforbund FIFA, som tidligere havde været stærkt imod denne teknologi, besluttede derfor at teste i alt ni forskellige systemer.
Den 5. juli 2012 blev teknologien godkendt af fodboldens regelorgan, International Football Association Board. Af de ni afprøvede systemer blev oprindelig to systemer godkendt: GoalRef og Hawk-Eye.
Mållinjeteknologi blev benyttet første gang i FIFA-regi ved VM for klubhold i 2012 i Japan, hvor både GoalRef og Hawk-Eye blev benyttet. I 2013 meddelte FIFA at et yderligere system GoalControl ville blive benyttet ved Confederations Cup 2013. Efter en succesfuld anvendelse ved Confederations Cup blev det besluttet at benytte GoalControl ved VM i fodbold 2014 i Brasilien. 